# Andrea Chénier (saggio)
(Robert Brasillach, "Canzone per Andrea Chénier (1794-1944)" in Poemi di Fresnes)
Andrea Chénier è un saggio dello scrittore francese Robert Brasillach, pubblicato postumo nel 1947.

## Trama
In questo breve saggio, scritto mentre si trovava in carcere a Fresnes accusato di collaborazionismo, Brasillach, ripercorre vita e opere del giovane poeta francese André Chénier, ghigliottinato da rivoluzionari più esagitati durante la rivoluzione francese, quasi prevedesse la sua fine. Fu infatti fucilato il 6 febbraio 1945.

## Edizione italiana
- Andrea Chénier, Milano, Scheiwiller, 1974, pagine 66, traduzione italiana di Clara Morena, introduzione di Franco Maestrelli